# Jean-Louis Pascal
Jean-Louis Pascal, född 4 juni 1837 i Paris och död 17 maj 1920 i samma stad, var en fransk arkitekt.
Pascal studerade vid École des Beaux-Arts i Paris för Émile Gilbert och i Charles August Questels ateljé, vilken han sedan ledde under lång tid. Han studerade senare även i Italien och Grekland. Bland hans verk märks medicine fakultetens hus i Bordeaux, slottet Le Doux i Corrèze, monumenten över Regnault i École de beaux-arts och över Michelet på Père Lachaise. Han arbetade också vid bygget av Charles Garniers operahus på 1860-talet. Pascal vann Prix de Rome 1866.
Pascal ritade på 1870-talet det ovala tidskriftsrummet (la salle des périodiques) i Bibliothèque nationale i Paris tillsammans med Alfred Recoura.